# 宇宙をかける少女 Best COLLECTION
『宇宙をかける少女 Best COLLECTION』（そらをかけるしょうじょ ベスト コレクション）は、テレビアニメ『宇宙をかける少女』のベスト・アルバム。2009年12月23日にLantisからリリースされた。

## 概要
- テレビアニメの前後期主題歌とキャラクターソングに加え、12曲のBGMを収録している。
- ジャケットには、それまでリリースされた曲のイラストが描かれている。
- ボーナストラックとして、宇宙は少女のともだちさっ　short.ver type.CSMが収録されている。

## 収録曲
1. 裸々イヴ新世紀 [4:16]
歌：ALI PROJECT
作詞：宝野アリカ、作曲・編曲：片倉三起也
  - テレビアニメ『宇宙をかける少女』前期オープニングテーマ
2. YURA-YURA-DREAMER [4:27]
歌：獅子堂秋葉（MAKO）
作詞：畑亜貴、作曲：田代智一、編曲：安藤高弘
3. 瑠璃色の逆光 [4:20]
歌：神凪いつき（遠藤綾）
作詞：畑亜貴、作曲：Tatsh、編曲：虹音
4. モロイミライキライ [5:17]
歌：河合ほのか（牧野由依）
5. ユリシス [4:55]
歌：Ceui
作詞：Ceui、作曲：小高光太郎・Ceui、編曲：小高光太郎
6. Little Promise [5:08]
歌：栗林みな実
7. 騎士乙女 [4:16]
歌：ALI PROJECT
作詞：宝野アリカ、作曲・編曲：片倉三起也
  - テレビアニメ『宇宙をかける少女』第9話エンディングテーマ
8. Miracle Fly [4:36]
歌：栗林みな実
作詞：栗林みな実、作曲・編曲：菊田大介
  - テレビアニメ『宇宙をかける少女』後期オープニングテーマ
9. espacio [4:38]
歌：Ceui
作詞：Ceui、作曲：小高光太郎・Ceui、編曲：小高光太郎
  - テレビアニメ『宇宙をかける少女』後期エンディングテーマ
10. Girlish my MIGHT [3:54]
歌：獅子堂秋葉（MAKO）、神凪いつき（遠藤綾）、河合ほのか（牧野由依）
作詞：畑亜貴、作曲：田代智一、編曲：高田暁
11. 宇宙は少女のともだちさっ [4:41]
歌：獅子堂秋葉（MAKO）、神凪いつき（遠藤綾）、河合ほのか（牧野由依）
作詞：畑亜貴、作曲：山口朗彦、編曲：大久保薫
  - テレビアニメ『宇宙をかける少女』前期エンディングテーマ
12. GREAT DETERMINATION with JAM Project
13. FUNNY KITTENS
14. TIGHTROPE
15. MYSTIC
16. EXISTENCE
17. MASTER OF ARTIFICE
18. BRIGHT LAKE
19. TRIGGER
20. STAND UP!
21. LACK & RECKLESS
22. SCRAMBLE!!
23. TOWARD/FORWARD
24. 宇宙は少女のともだちさっ　short.ver type.CSM
歌：獅子堂秋葉（MAKO）、神凪いつき（遠藤綾）、河合ほのか（牧野由依）
作詞：畑亜貴、作曲：山口朗彦、編曲：大久保薫